# Juan Barranzuela
Juan Mauro Barranzuela Quiroga (Castilla, Piura; 28 de noviembre de 1956) es un contador y político peruano. Fue ministro de Transportes y Comunicaciones del Perú, desde el 22 de mayo hasta el 5 de agosto del 2022.

## Biografía
Tiene estudios de Ciencias Contables y Administrativas por la Universidad San Pedro. Fue gerente general del Gobierno Regional de Tumbes.